# Poloweltmeisterschaft

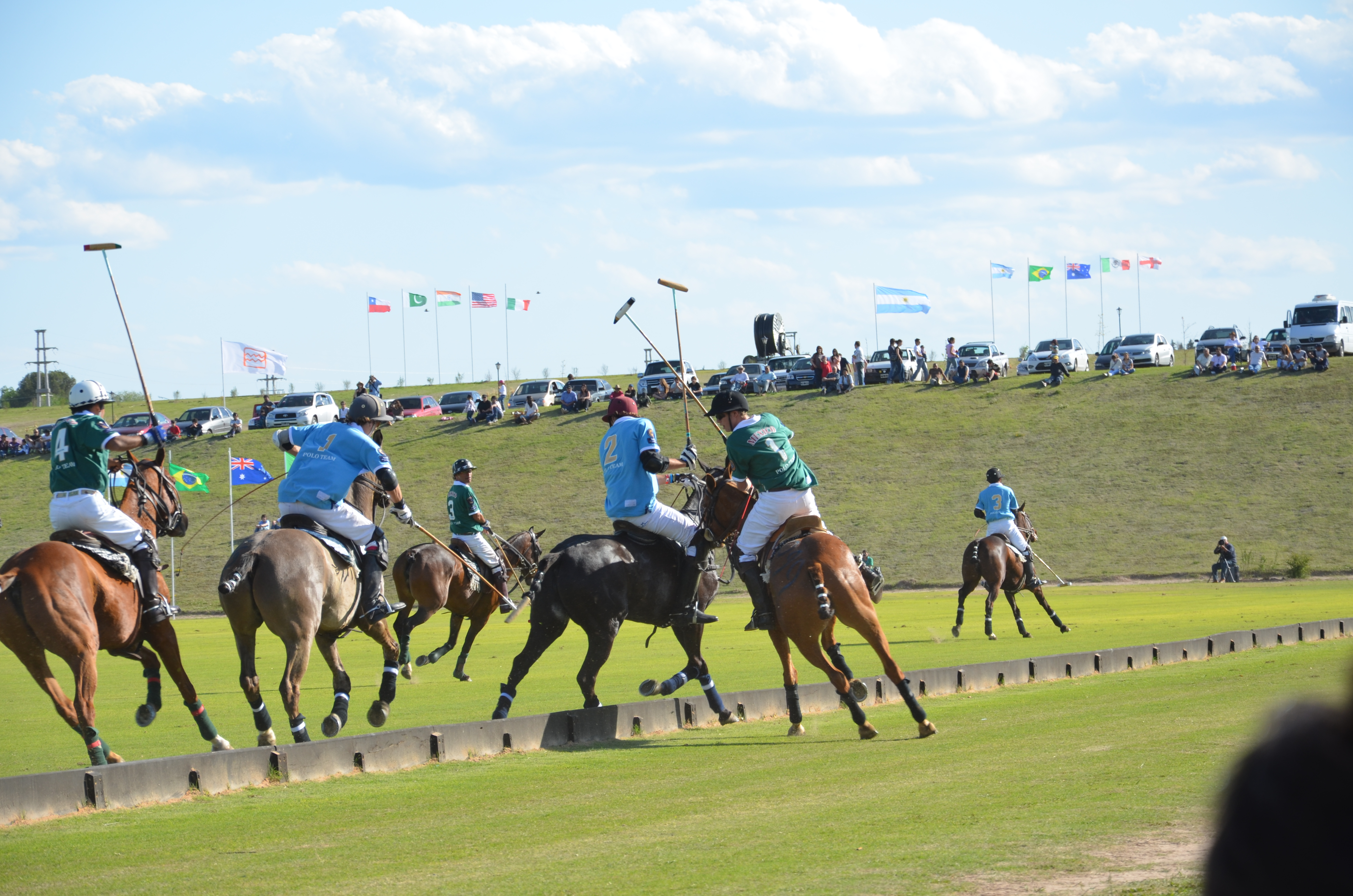
Poloweltmeisterschaft – Argentinien 2011

Die Poloweltmeisterschaft ist ein unregelmäßig stattfindendes Sportereignis, bei dem der Weltmeister im Polo ermittelt wird. Veranstalter ist der Weltpoloverband (FIP). Die Weltmeisterschaft ist die wichtigste Meisterschaft für Polonationalmannschaften.
Die erste Poloweltmeisterschaft fand 1987 in Buenos Aires statt. Von 1989 bis 2004 wurde das Turnier alle drei Jahre ausgetragen.
Im April 2022 fand in Argentinien erstmals eine WM für Frauen statt.

## Bisherige Turniere
| Nr.  | Jahr | Ort           | Sieger             | Ergebnis    | Zweitplatzierter   | Drittplatzierter |
| ---- | ---- | ------------- | ------------------ | ----------- | ------------------ | ---------------- |
| I    | 1987 | Buenos Aires  | Argentinien        | 14 : 14 a   | Mexiko             | Brasilien        |
| II   | 1989 | Berlin        | Vereinigte Staaten | 7 : 6       | England            | Argentinien      |
| III  | 1992 | Santiago      | Argentinien        | 12 : 7      | Chile              | England          |
| IV   | 1995 | St. Moritz    | Brasilien          | 11 : 10     | Argentinien        | Mexiko           |
| V    | 1998 | Santa Barbara | Argentinien        | 13 : 8      | Brasilien          | England          |
| VI   | 2001 | Melbourne     | Brasilien          | 10 : 9      | Australien         | England          |
| VII  | 2004 | Chantilly     | Brasilien          | 10 : 9      | England            | Chile            |
| VIII | 2008 | Mexiko-Stadt  | Chile              | 11 : 9      | Brasilien          | Mexiko           |
| IX   | 2011 | San Luis      | Argentinien        | 12 : 11     | Brasilien          | Italien          |
| X    | 2015 | Santiago      | Chile              | 12 : 11     | Vereinigte Staaten | Brasilien        |
| XI   | 2017 | Sydney        | Argentinien        | 8 : 7 n. V. | Chile              | England          |
| XII  | 2022 | Wellington    | Spanien            | 11 : 10     | Vereinigte Staaten | Uruguay          |

### Rangliste
| Rang | Nation      | Platz 1 | Platz 2 | Platz 3 |
| ---- | ----------- | ------- | ------- | ------- |
| 1.   | Argentinien | 5       | 1       | 1       |
| 2.   | Brasilien   | 3       | 3       | 2       |
| 3.   | Chile       | 2       | 2       | 1       |
| 4.   | USA         | 1       | 2       | 0       |
| 5.   | Spanien     | 1       | 0       | 0       |
| 6.   | England     | 0       | 2       | 4       |
| 7.   | Mexiko      | 0       | 1       | 2       |
| 8.   | Australien  | 0       | 1       | 0       |
| 9.   | Italien     | 0       | 0       | 1       |
| 9.   | Uruguay     | 0       | 0       | 1       |

(Stand 2022)

## Damen-Weltmeisterschaft
| Nr. | Jahr | Ort          | Sieger      | Ergebnis | Zweitplatzierter   | Drittplatzierter |
| --- | ---- | ------------ | ----------- | -------- | ------------------ | ---------------- |
| I   | 2022 | Buenos Aires | Argentinien | 6 : 2    | Vereinigte Staaten | England          |